# Leuctra budtzi
Leuctra budtzi is een steenvlieg uit de familie naaldsteenvliegen (Leuctridae). De wetenschappelijke naam van de soort is voor het eerst geldig gepubliceerd in 1912 door Esben-Petersen.